# Елдарінг
Елдарінг (нім. Eldaring) — німецька неоязичницька організація, заснована в 2000 році. Діє як головна організація для місцевих груп і незалежних практиків.

## Історія
Елдарінг виник в 2000 році як приватний список розсилки в Інтернеті, перш ніж був офіційно зареєстрований як організація в 2002 році  Назва походить від давньоскандинавського слова eldr, що означає «вогонь».  Спочатку він функціонував як німецьке відділення американської організації Трот (The Troth), але з часом став незалежним.  Він брав участь у Всесвітньому конгресі етнічних релігій (WCER) із середини 2000-х до 2009 року  Елдарінг покинув WCER через відсутність дій проти організацій-учасниць, які були натхненні аріософією, окультним рухом із конотаціями до расової політики. У 2010 році WCER (тоді перейменована на ECER) додала на свій веб-сайт явну відмову від аріософії. Станом на жовтень 2022 року Eldaring налічує понад 500 учасників.

## Переконання і діяльність
У тексті, зазначеному як «базова стаття» на веб-сайті Eldaring, язичництво визначається як релігія, заснована на природі, досвіді та передачі мудрості. У статті йдеться про те, що язичники цінують вчинки над абстрактними цінностями, а життя в світі — над потойбічним спасінням, і відкидає християнську концепцію добра і зла, поділ на світське і духовне та концепцію первородного гріха. 
Eldaring діє як мережа німецьких неоязичників. Члени, як правило, вважають релігію приватною справою, і не очікується, що вони будуть зобов'язуватися організації, окрім використання її як платформи для контактів і служіння. Члени можуть бути активними в місцевих підрозділах під назвою Herde, місцевих обрядах блотах, групах особливих інтересів і брати участь у щорічних заходах.  Ритуали блоти можуть відбуватися навколо багаття і включати жертвоприношення та виливки на знак шанування богів і предків. Елдарінг загалом наголошує на опорі на академічні дослідження для реконструкції дохристиянських практик , але визнає, що в багатьох випадках існує не так багато документації.  Подібно до «Троти», організація розглядає «Поетичну Едду» як джерело для посилань і орієнтації, яке має бути доповнене підсумками академічних досліджень.  Організація загалом відкидає фольклористичні джерела, хоча деякі члени висувають аргументи на користь того, щоб робити винятки. 
Елдарінг видає журнал Herdfeuer (Серце вогню) з 2003 р.  Він є політично нейтральним , але має заявлену мету підвищити обізнаність громадськості та сприйняття своїх релігійних поглядів. 